# Air Madagascar
A Air Madagascar é uma companhia aérea de Madagascar. A empresa foi criada em 1947 para alimentar voos por Transportes Aéreos Intercontinental e Air France, e sobre a independência de Madagascar, tornou-se a companhia aérea nacional.Inicialmente serviços que operam em rotas domésticas, a companhia viu expansão no final dos anos 1960 e 1970, quando iniciou voos internacionais para destinos como a França e a África do Sul.

## Frota

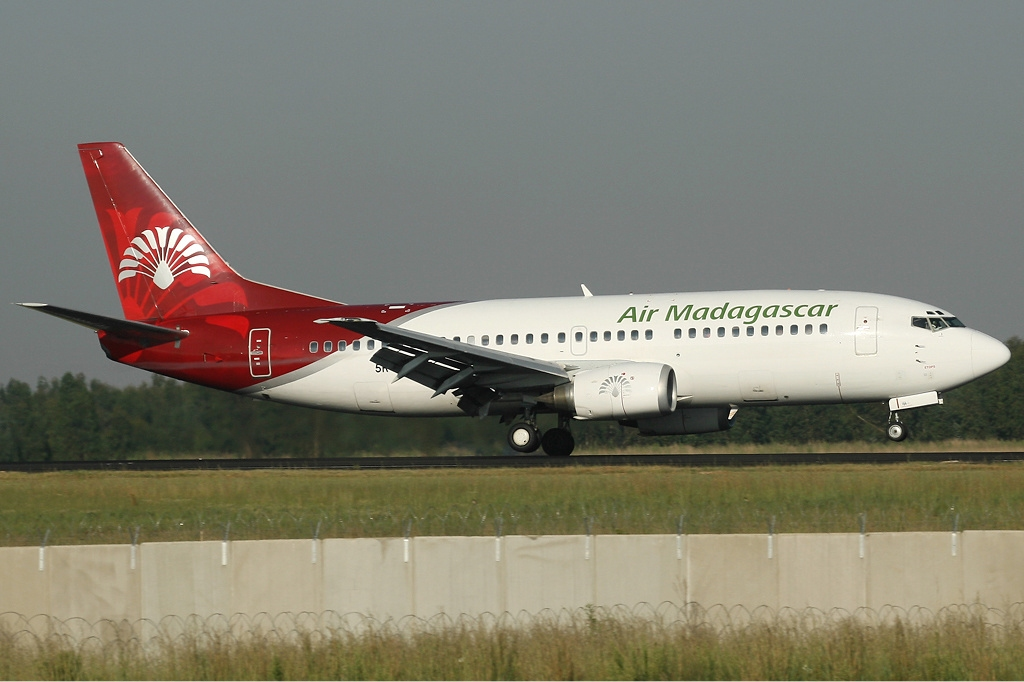
Boeing 737-300 da Air Madagascar.

Em agosto de 2016.
- 2 Airbus A340-300
- 1 ATR 42-320
- 2 ATR 72-500
- 2 ATR 72-600
- 1 Boeing 737-300
- 1 Boeing 737-800